# Hammerheart
Hammerheart este al cincilea album de studio al formației suedeze de metal extrem, Bathory.

## Lista pieselor
Toate melodiile sunt scrise și compuse de Quorthon. 
| Nr.             | Titlu                      | Lungime |  |
| 1.              | „Shores in Flames”         | 11:07   |  |
| 2.              | „Valhalla”                 | 9:33    |  |
| 3.              | „Baptised in Fire and Ice” | 7:57    |  |
| 4.              | „Father to Son”            | 6:28    |  |
| 5.              | „Song to Hall Up High”     | 2:30    |  |
| 6.              | „Home of Once Brave”       | 6:43    |  |
| 7.              | „One Rode to Asa Bay”      | 10:23   |  |
| 8.              | „Outro”                    | 0:52    |  |
| Lungime totală: | Lungime totală:            | 55:46   |  |